# Anopheles minutus
Anopheles minutus är en tvåvingeart som beskrevs av Macquart 1834. Anopheles minutus ingår i släktet Anopheles och familjen stickmyggor.
Artens utbredningsområde är Senegal. Inga underarter finns listade i Catalogue of Life.